# Helfer szindróma
Schmidbauer (1977) nevéhez fűződik a helfer szindróma (kényszeres segítés) definiálása, mely elsősorban a segítő foglalkozásúak jellegzetes tünetcsoportja. Lényege, hogy a szakember saját ingatag pszichés állapotából fakadóan mások segítésében látja önmegvalósítását, „drogként” használja hivatását, a segített függőségének fenntartásában érdekelt, visszaél helyzetével, mindeközben a privát szférája, magánélete háttérbe szorul.

## Jellemzői
A Helfer szindrómás segítő azért segít másokon, hogy saját érzéseit, szükségleteit ne kelljen tudatosítania, fél a spontán érzésektől, a segítéssel belső ürességét igyekszik kitölteni. Tagadja, hogy ő maga is segítségre szorul, kerüli az egyenrangú kapcsolatokat, rejtett agressziót tanúsít a segítséget nem igénylőkkel, illetve más segítőkkel szemben. Emberi kapcsolataiból hiányzik a kölcsönösség, magánéletében is előtérbe helyezi a segítő-segített kapcsolatokat. Saját vágyait csak indirekten kommunikálja, többnyire szemrehányások formájában. Külső megerősítésektől függ, ingadozó az önértékelése, mely oda vezethető vissza, hogy gyermekkorában szülei nem ismerték el (korai nárcisztikus sérülés).

## Típusai
- A foglalkozás áldozata: segítőként viselkedik a magánéletben is, a szakmai identitása elsorvasztja a magánéletét, mely hosszú távon elviselhetetlen teherré válik, hacsak nincs jelen valamilyen spirituális indíttatás (pl. apácák, szerzetesek esetében).
- Hasítás esetén a munka és a magánélet éles különválasztása történik, a hivatásában határozott, felnőtt segítőből otthon sértett, gyenge kisgyermek válik.
- Perfekcionista: Szakmai ideáljait a magánéletében is igyekszik megvalósítani, nem bocsátja meg magának a kudarcot, állandó megfelelési kényszer gyötri, személyes sikertelenségei a hivatását is megkérdőjelezik.
- "Kalóz": Foglalkozását használja ki, hogy elszegényedett intim szféráját gazdagítsa, szakmai működése során szerez kapcsolatokat, a segítettből könnyen barát, szexuális partner válhat.

## Veszélyei
A helfer szindrómás segítő a segítettet önállóságának, autonómiájának visszaszerzésében gátolja, így a probléma megszüntetése helyett a probléma megszilárdítása áll érdekében.
Gyakori az önsértő viselkedés, öngyilkosság, alkoholizmus, kábítószer fogyasztás. A kényszeres segítők esetében sokkal nagyobb a kiégés kockázata.

## Kezelése
Egyéni és csoportos szupervízióval, önismereti foglalkozásokkal, egyéni vagy csoportos személyiségfejlesztéssel, pszichoterápiával a kényszeres segítőből is válhat jó segítő. A terápiák célja a stabil személyiség kialakítása, mely függetlenné képes válni és felnőttként élni. Az énerő megerősítése és a családi mintákról való leválás nem elkerülhető.

## Foglalkozások, melyeket leginkább érint
- orvos, ápoló
- pszichológus, mentálhigiénés szakember
- pedagógus, gyógypedagógus, szociálpedagógus
- szociális munkás
- lelkész

Egyéb más foglalkozás esetén is előfordulhat.